# Alignements de Lampouy
Les alignements de Lampouy sont un ensemble de cinq alignements mégalithiques situés sur la commune de Médréac dans le département français d'Ille-et-Vilaine.

## Généralités

### Localisation
Les alignements ont été élevés sur un plateau culminant entre 100 m et 150 m d'altitude dont la pente est orientée nord-nord-ouest/sud-sud-est. Au nord, cette pente semble converger vers le menhir de Guitté et au sud vers celui de la Roche Carrée.

### Historique
Les alignements sont mentionnés par Danjou de la Garenne en 1850 et, sous l’appellation de tombelles du Chênot, dans la réédition de 1853 du Dictionnaire historique et géographique de la province de Bretagne de Jean-Baptiste Ogée. En 1852, l'alignement dit des «Longs Points» et la Roche Carrée sont représentés dans la Géographie pittoresque du département d'Ille-et-Vilaine d'Adolphe Orain. Des fouilles entreprises en 1880-1881 sur le site des «Longs Points» ne livrèrent que des cendres et des fragments de charbon.
La première description détaillée des alignements figure dans l'Inventaire mégalithique d'Ille-et-Vilaine de P. Bézier en 1883. Cet ouvrage ne signale que quatre alignements : l'alignement B, dit du «Clos du Rocher», constitués de petits menhirs renversés était alors probablement totalement masqué par la végétation. L. Collin, professeur de géologie à la Faculté de Rennes et membre de la sous-commission préhistorique d'Ille-et-Vilaine entreprend entre 1928 et 1930 une étude complète du site. Lui aussi ne mentionne que quatre alignements. Constatant que l'état des alignements s'était dégradé depuis les dernières observations de ces prédécesseurs, Collin obtient le classement du site au titre des monuments historiques le 18 septembre 1929. Ce classement concerne quatre des cinq alignements recensés ainsi que la Roche Carrée.

## Les alignements
Les cinq alignements sont désignés, d'est en ouest, soit par leur nom local, soit par les lettres de l'alphabet (A à E). Ils s'étirent dans un espace mesurant 230 m d'est en ouest et plus de 500 m du nord au sud entre les deux menhirs les plus extrêmes. L'ensemble s'étage sur un dénivelé maximum de 5,30 m entre les deux alignements A et E. Les distances entre les alignements entre eux varient de 15 m à 104 m. Tous les monolithes sont en quartzite et ont été extraits d’affleurements situés au nord du site à une distance oscillant entre 100 m et 250 m. Les orientations des cinq alignements sont variables :  les alignements A et B convergent à leur extrémité nord, les alignements C et D sont parallèles et orientés selon un axe ouest-nord-ouest, l'alignement E suit un axe nord-sud quasi parfait.
Ces orientations divergentes et les disparités de taille entre les blocs ne donnent pas l'impression d'une grande cohérence d'ensemble dans la construction.

### Alignement A
Alignement dit des «Longs Points», il s'étend sur 48 m de long et comprend neuf menhirs, dont trois sont encore debout :
| Menhir                                                    | Caractéristiques  | Hauteur | Largeur   | Épaisseur       | État                             |
| --------------------------------------------------------- | ----------------- | ------- | --------- | --------------- | -------------------------------- |
| no 1                                                      | forme prismatique | 4,38 m  | 2,60 m    | 1,90 m          | debout                           |
| no 2                                                      | forme polyédrique | 3,90 m  | 1,85 m    | 1,56 m          | debout, incliné vers l'est à 86° |
| no 3                                                      | forme prismatique | 1,40 m  | 1 m à 2 m | 1 m             | renversé                         |
| no 4                                                      |                   |         |           | 0,85 m à 1 m    | renversé et brisé en 4 fragments |
| no 5                                                      | forme prismatique | 3,60 m  | 1,90 m    | 0,60 m à 1,70 m | renversé                         |
| no 6                                                      | forme prismatique | 5 m     | 2,20 m    | 2,20 m          | renversé                         |
| no 7                                                      | forme prismatique | 4,90 m  | 2,40 m    | 2 m             | debout                           |
| no 8                                                      | quadrilatère      | 1,60 m  | 1,60 m    | 0,80 m          | renversé                         |
| no 9                                                      | forme prismatique | 2,50 m  | 1,40 m    | 1 m             | renversé                         |
| Données : Les mégalithes du département d'Ille-et-Vilaine |                   |         |           |                 |                                  |

### Alignement B
Alignement dit du «Clos du Rocher», il s'étend sur 44 m de long et comprend onze menhirs, tous renversés :
| Menhir                                                    | Caractéristiques | Hauteur | Largeur | Épaisseur | État                  |
| --------------------------------------------------------- | ---------------- | ------- | ------- | --------- | --------------------- |
| no 1                                                      |                  | 1,40 m  | 1,65 m  | 0,55 m    | renversé              |
| no 2                                                      |                  | 1,85 m  | 1,50 m  | 0,95 m    | renversé              |
| no 3                                                      |                  | 1,60 m  | 1 m     | 1,12 m    | renversé              |
| no 4                                                      |                  | 2,24 m  | 1,60 m  | 0,90 m    | renversé              |
| no 5                                                      |                  | 3,40 m  | 1,60 m  | 0,92 m    | renversé              |
| no 6                                                      |                  | 1,80 m  | 2 m     | 1,45 m    | renversé, 2 fragments |
| no 7                                                      |                  | 2,40 m  | 1,62 m  | 1,16 m    | renversé              |
| no 8                                                      |                  | 2,20 m  | 0,80 m  | 1,10 m    | renversé              |
| no 9                                                      |                  | 2 m     | 1,40 m  | 1,40 m    | renversé              |
| no 10                                                     |                  | 2,30 m  | 1,60 m  | 1,60 m    | renversé              |
| no 11                                                     |                  | 2,20 m  | 1,60 m  | 1,10 m    | renversé              |
| Données : Les mégalithes du département d'Ille-et-Vilaine |                  |         |         |           |                       |

### Alignement C
Alignement dit de la «Grande Épine», il comprend neuf menhirs de grande taille, actuellement tous renversés :
| Menhir                                                    | Caractéristiques  | Hauteur | Largeur         | Épaisseur       | État     |
| --------------------------------------------------------- | ----------------- | ------- | --------------- | --------------- | -------- |
| no 1                                                      | forme prismatique | 2,70 m  | 1,40 m          | 1,10 m          | renversé |
| no 2                                                      |                   | 4 m     | 2,20 m          | 1,40 m à 1,80 m | renversé |
| no 3                                                      | forme prismatique | 4,20 m  | 1,75 m à 2,80 m | 1,30 m          | renversé |
| no 4                                                      | forme prismatique | 5,40 m  | 2,20 m          | 1,40 m à 2,15 m | renversé |
| no 5                                                      | forme prismatique | 4,30 m  | 2,30 m          | 1,80 m          | renversé |
| no 6                                                      |                   | 3,20 m  | 2 m             | 0,80 m à 1,30 m | renversé |
| no 7                                                      | forme prismatique | 2 m     | 1,60 m          | 0,50 m          | renversé |
| no 8                                                      |                   | 2 m     | 1,12 m          | 0,84 m à 1 m    | renversé |
| no 9                                                      | forme prismatique | 3 m     | 1,30 m          | 0,50 m à 1 m    | renversé |
| Données : Les mégalithes du département d'Ille-et-Vilaine |                   |         |                 |                 |          |

### Alignement D
Alignement dit des «Bergerons», long de 43 m, il comprend huit menhirs, presque tous renversés, sauf un, répartis entre deux groupes distants de 17 m :
| Menhir                                                    | Caractéristiques  | Hauteur | Largeur      | Épaisseur       | État                          |
| --------------------------------------------------------- | ----------------- | ------- | ------------ | --------------- | ----------------------------- |
| no 1                                                      | forme prismatique | 2,72 m  | 2 m          | 1,90 m          | renversé                      |
| no 2                                                      |                   | 3 m     | 1 m à 1,40 m | 1 m à 1,90 m    | renversé, brisé en 2 morceaux |
| no 3                                                      |                   | 3 m     | 1,40 m       | 0,55 m à 1,20 m | renversé                      |
| no 4                                                      | forme prismatique | 3 m     | 2,20 m       | 1,80 m          | renversé                      |
| no 5                                                      | forme prismatique | 3,30 m  | 2. m         | 1,10 m à 1,80 m | renversé                      |
| no 6                                                      | forme prismatique | 2,50 m  | 3 m          | 1,50 m          | debout                        |
| no 7                                                      | forme primastique | 2,50 m  | 3,10 m       | 1,50 m          | renversé, brisé en 2 morceaux |
| no 8                                                      |                   |         |              | 0,65 m          | renversé, brisé en 3 morceaux |
| Données : Les mégalithes du département d'Ille-et-Vilaine |                   |         |              |                 |                               |

### Alignement E
Alignement dit des «Rochers», il s'étend sur 38 m de long et comprend dix menhirs, presque tous renversés, sauf un :
| Menhir                                                    | Caractéristiques  | Hauteur | Largeur | Épaisseur       | État                          |
| --------------------------------------------------------- | ----------------- | ------- | ------- | --------------- | ----------------------------- |
| no 1                                                      | forme prismatique | 2,90 m  | 2,20 m  | 1,05 m à 1,20 m | renversé                      |
| no 2                                                      | forme prismatique | 3,70 m  | 2,50 m  | 1 m             | renversé                      |
| no 3                                                      | forme circulaire  | 3,10 m  | 0,80 m  | 1,30 m          | renversé                      |
| no 4                                                      | forme prismatique | 3,60 m  | 2,60 m  | 1,10 m à 1,50 m | renversé                      |
| no 5                                                      | forme prismatique | 3,80 m  | 1,20 m  | 0,80 m à 1,20 m | renversé                      |
| no 6                                                      | forme prismatique | 2,70 m  | 2,60 m  | 1,30 m          | debout                        |
| no 7                                                      |                   | 2,20 m  | 1,80 m  | 1,30 m          | renversé                      |
| no 8                                                      | forme prismatique | 3,60 m  | 2 m     | 1,40 m          | renversé                      |
| no 9                                                      |                   | 5 m     | 2,70 m  | 0,90 m          | renversé, brisé en 2 morceaux |
| no 10                                                     | forme prismatique | 4,10 m  | 2,80 m  | 1 m             | renversé                      |
| Données : Les mégalithes du département d'Ille-et-Vilaine |                   |         |         |                 |                               |

## Galerie

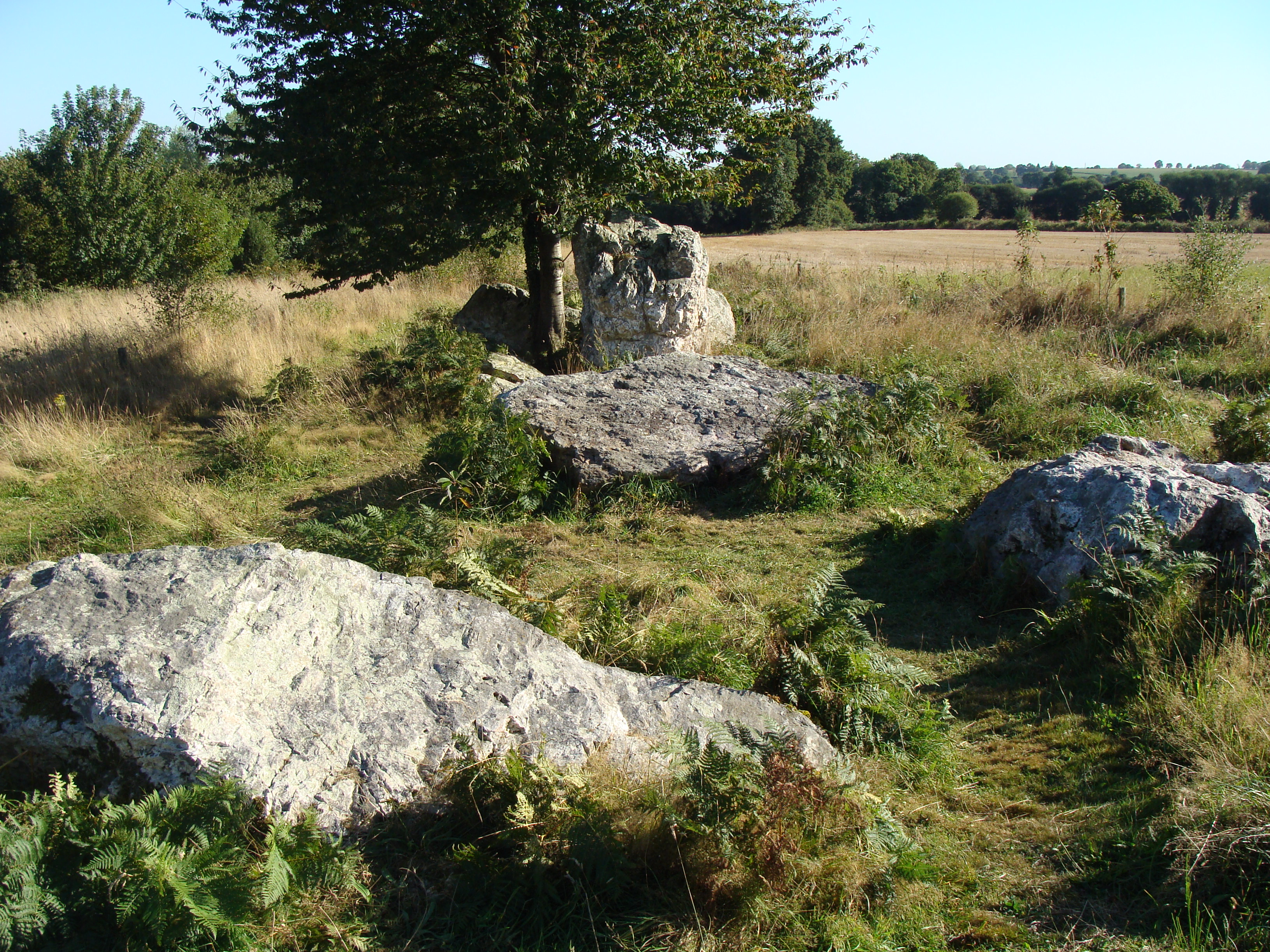
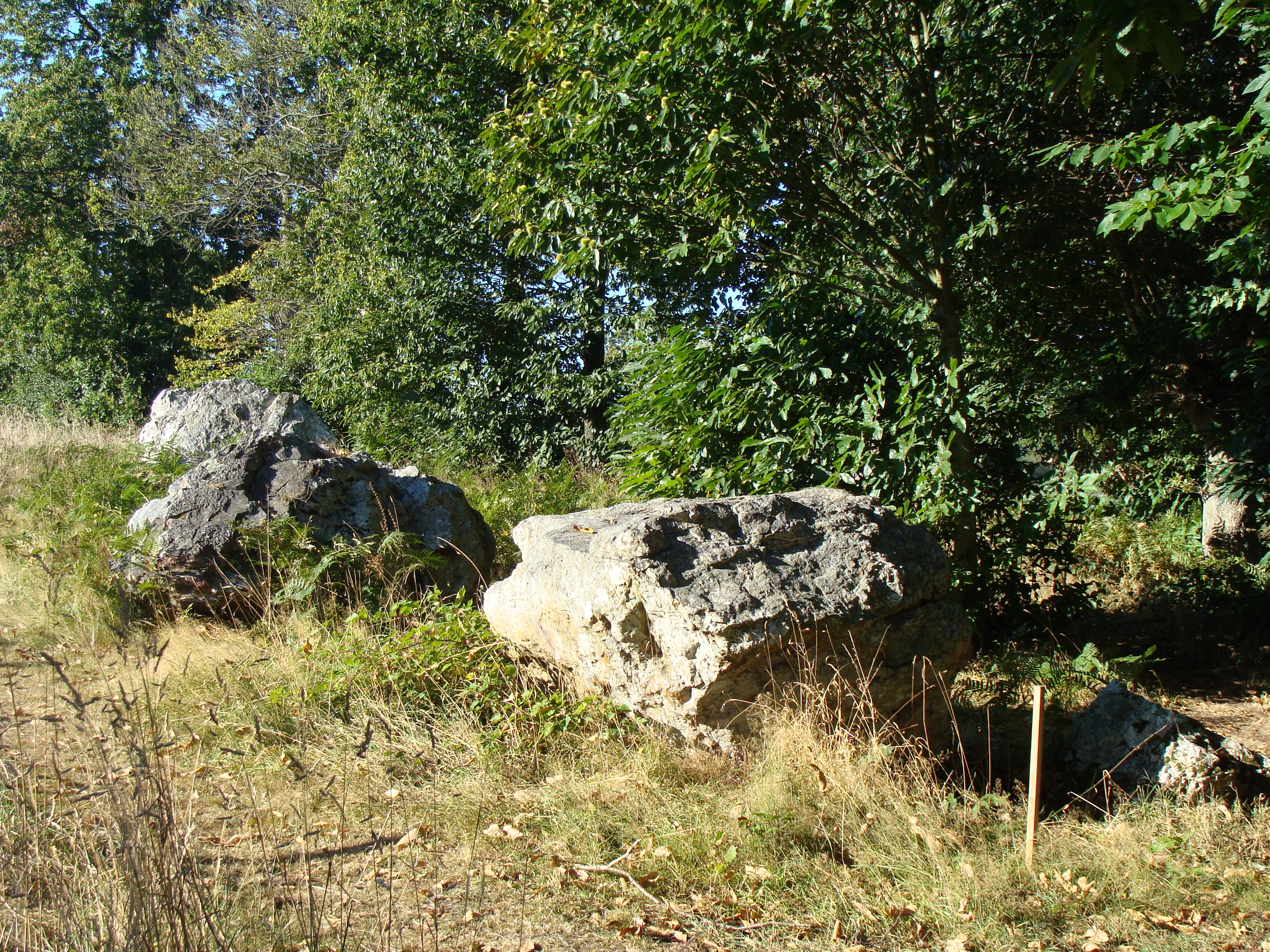
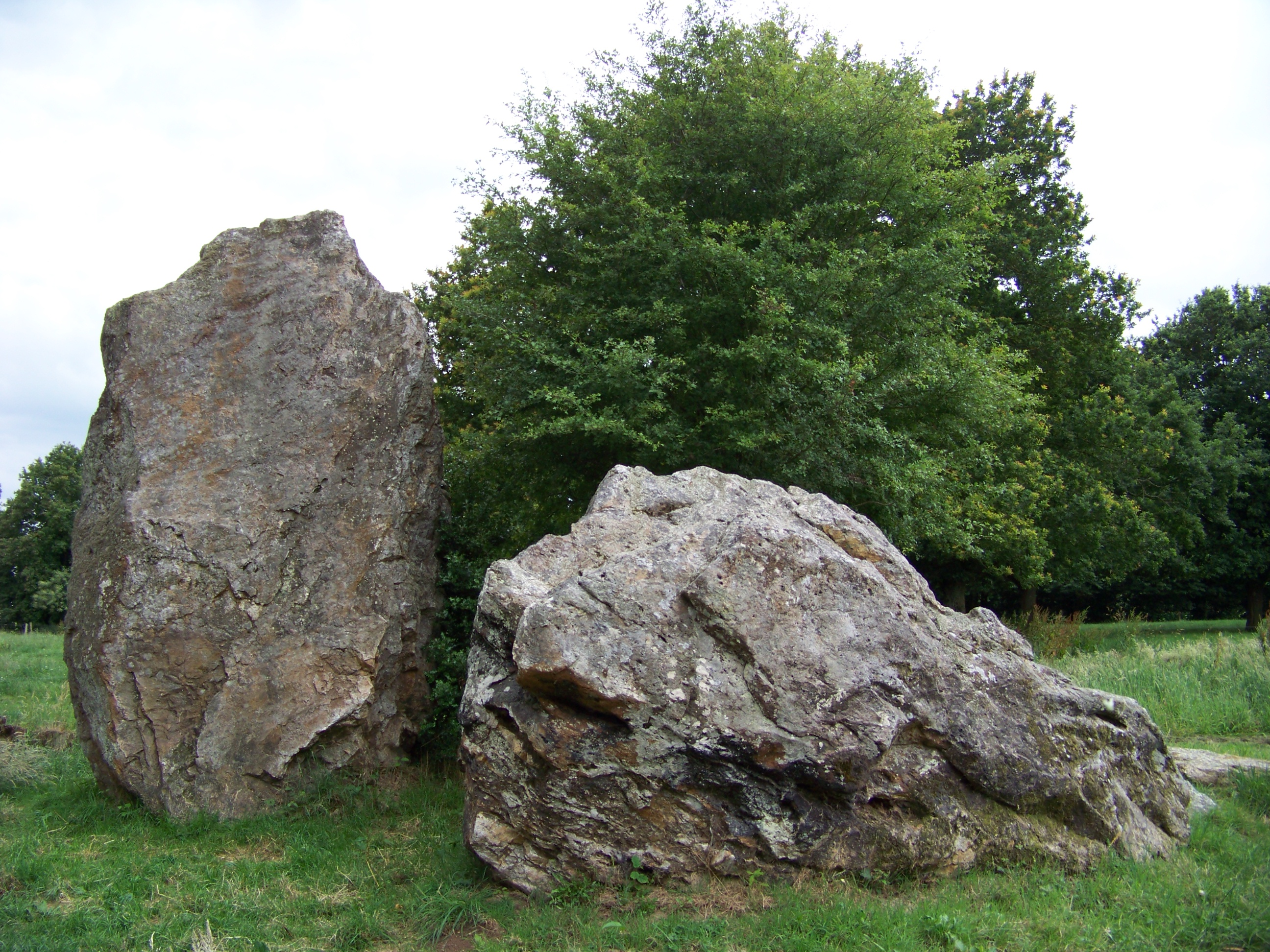
Les Longs Points
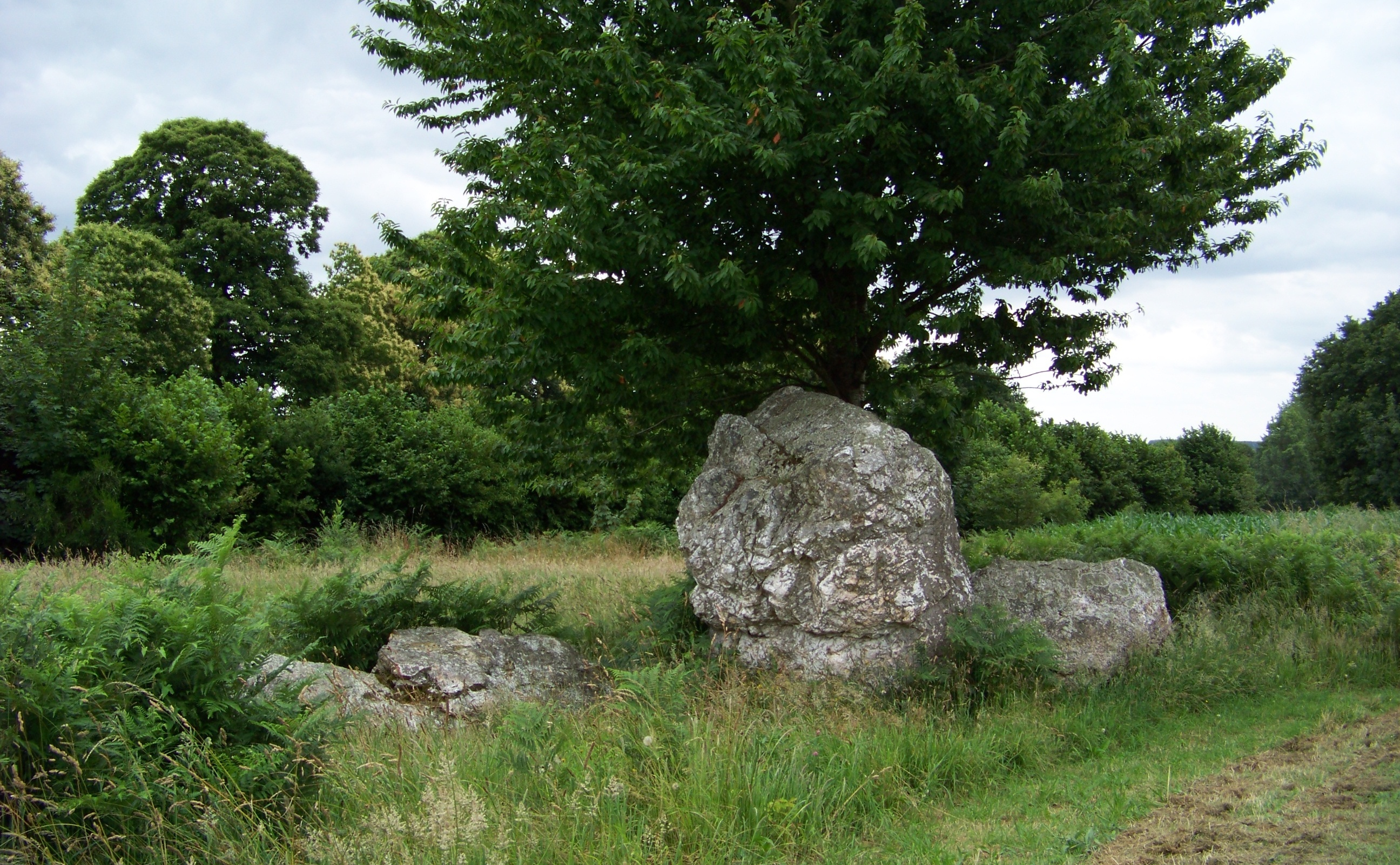
Les Rochers